# 나는 너를 싫어한다
"나는 너를 싫어한다"는 한국에서 제작된 권영순 감독의 1957년 영화이다. 최명수 등이 주연으로 출연하였고 정홍거 등이 제작에 참여하였다.

## 출연

### 주연
- 최명수
- 나애심
- 박노식
- 김삼화
- 안소영

## 기타
- 원작자: 김광주
- 조명: 김성춘
- 녹음: 이경순
- 미술: 갈이준